# Thomas W. Fuller
Pour les articles homonymes, voir Fuller.
Thomas William Fuller, né le 3 mai 1865 et mort le 4 novembre 1951, est un architecte canadien.

## Biographie

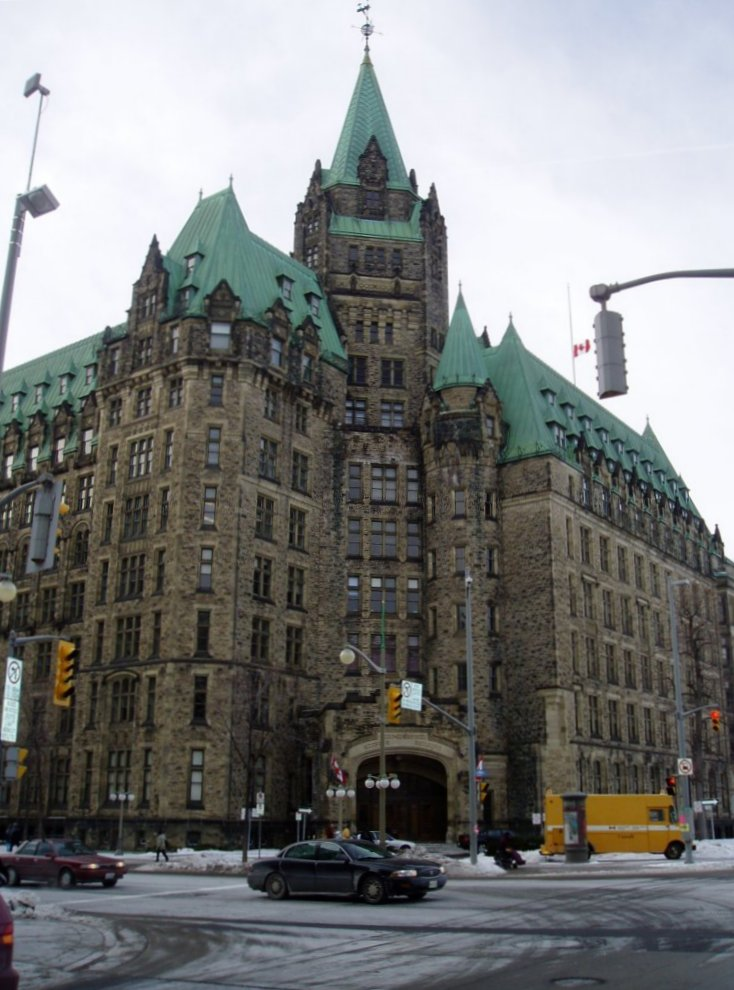
Édifice de la Confédération à Ottawa.

Il est architecte en chef du Dominion de 1927 à 1936, tout comme l'étais son père Thomas Fuller (en) de 1881 à 1896.